# 平和の門
| 平和の門 |  | 平和の門 |
| 平和の門 |  |          |

平和の門（英：The Gates of Peace; 仏：Les Portes de la Paix）は、広島県・広島市の平和大通り沿いに立つパブリックアート。2005年に被爆60年を記念し制作、寄付された。

## 所在地
広島県広島市中区中島町57-2、57-3

## 概要
フランス人の建築家ジャン＝ミシェル・ヴィルモットが設計、グラフィックをクララ・アルテールが手掛けた。
49ヶ国の言語で平和の文字が刻まれた、高さ約9メートル、幅2.6メートル、奥行き1.6メートルの強化ガラス製の門が10基あり、ダンテの神曲の九つの地獄にちなみ、原子爆弾を10番目の地獄として、平和な未来への希望を表現している。夜には各門がライトアップされ文字が白く浮かび上がる。
ヴィルモットとアルテールは同じ趣向でパリのシャン・ド・マルス公園の「平和の壁」(2000)、サンクトペテルブルクの「平和の塔」(2003) を制作している。